# Torsten Friedrich
Torsten Friedrich (* 25. Januar 1971 in Frankleben) ist ein ehemaliger deutscher Handballtorwart.
Friedrich begann in seiner Heimatgemeinde bei der BSG Stahl Frankleben mit dem Handballspiel. Bald wurde er zu Dynamo Halle-Neustadt delegiert, schließlich kam er in die A-Jugend von Dynamo Berlin, wo er unter anderem mit Stefan Kretzschmar zusammen spielte. Nach der Wende ging er 1990 zum westdeutschen Zweitligisten VfL Eintracht Hagen. 
Nach siebeneinhalb Jahren wechselte er zur TSG Herdecke, wo er den Trainer Jens Pfänder traf. Pfänder war es auch, der Friedrich nach dem Konkurs Herdeckes 2001 mit zum Erstligisten SG Solingen nahm. Trotz 23 erspielter Punkte stieg Solingen nach der Saison 2001/02 ab, worauf Pfänder sich dem TuS Nettelstedt-Lübbecke anschloss. Friedrich wechselte seinerseits zu den SC Magdeburg Gladiators. Hier gewann er auch seinen einzigen Titel: die Vereins-Europameisterschaft 2002. Obwohl er hinter Johannes Bitter meist nur zweite Wahl war, gehörte er zu den Publikumslieblingen.
2005 wurde Friedrichs auslaufender Vertrag in Magdeburg nicht verlängert, worauf ihn sein alter Trainer Pfänder zum TuS Nettelstedt-Lübbecke holte. Nach einer turbulenten Saison – Nettelstedt konnte erst in der Relegation gegen den TSV Bayer Dormagen den Klassenerhalt sichern, Trainer Pfänder war wegen der sportlichen Misserfolge entlassen worden – verließ Friedrich im Sommer 2007 Nettelstedt-Lübbecke und schloss sich Aufsteiger TUSEM Essen an, wo er zunächst wieder von Pfänder trainiert wurde. Nach einem ähnlichen Saisonverlauf wie im Vorjahr (Essen drohte lange der Abstieg aus der Bundesliga und konnte erst unter dem neuen Trainer Krzysztof Szargiej die Klasse halten) wechselte Friedrich 2008 zum Zweitligisten ASV Hamm. Nach dem Zusammenschluss des ASV mit der Ahlener SG zur kurzlebigen HSG Ahlen-Hamm übernahm er einige interne Funktionen und spielte bei deren zweiten Mannschaft, den HSG Youngsters. Nach dem Abstieg und der Auflösung der Spielgemeinschaft spielt er wieder für die ASV Hamm-Westfalen. Zur Saison 2013/14 beendete Friedrich seine Karriere und wurde Co-Trainer bei der ASV. 2022 trat er von dieser Funktion zurück.
Des Weiteren war beim ASV Trainer der U17-Jugendmannschaft, die in der Oberliga spielt.   